# Picada Café
Picada Café est une ville brésilienne de la mésorégion métropolitaine de Porto Alegre, capitale de l'État du Rio Grande do Sul, faisant partie de la microrégion de Gramado-Canela et située à 78 km au nord de Porto Alegre. Elle se situe à une latitude de 29° 27′ 15″ sud et à une longitude de 51° 08′ 04″ ouest, à 579 m d'altitude. Sa population était estimée à 4 824 en 2007, pour une superficie de 85 km2. L'accès s'y fait par la BR-116.
Le nom de Picada Café vient du petit chemin précaire (picada, en portugais) de l'endroit qu'utilisaient les voyageurs autrefois et où ils s'arrêtaient généralement pour prendre un café pour se ressourcer physiquement. Le lieu prit le toponyme de picada café et le garda.
La population de Picada Café est d'origine allemande.
L'économie de la commune se développe autour de l'industrie du cuir et de la chaussure, de l'élevage de poulets à viande, de la production laitière et de fruits et légumes.

## Villes voisines
- Nova Petrópolis
- Santa Maria do Herval
- Morro Reuter
- Presidente Lucena
- Linha Nova